# Parc communal de Punta Falcone
Le Parc communal de Punta Falcone (en italien : Parco comunale di Punta Falcone) est une zone naturelle protégée située sur la commune de Piombino, dans  la province de Livourne en Toscane,.

## Description
Le parc de Punta Falcone est situé au bout du promontoire de Piombino, sur la côte des Étrusques, entre Populonia et le golfe de Baratti. Il offre une vue panoralique sur l'île d'Elbe.
Il propose des itinéraires d'intérêt naturel et historique au sein d'une végétation de maquis méditerranéen et d'une forêt de chênes verts. Sur la crête des falaises se trouve l'ancienne Via dei Cavalleggeri, ancien chemin douanier médiéval, où nichent des colonies de mouettes et de cormorans.
La pointe de Piombino fut une zone militaire stratégique durant la Seconde Guerre mondiale. Une batterie d'artillerie navale côtière, nommée en l'honneur de Galeazzo Sommi Picenardi (it), y fut construite et dont les vestiges sont encore visibles.
Dans le parc se trouve aussi un observatoire astronomique qui est géré par l'Association des Astronomes Amateurs de Piombino qui y organise des conférences et des événements d'observation du ciel.
Sur son littoral une grotte naturelle est accessible depuis la mer, La Boca del Bove.

## Galerie

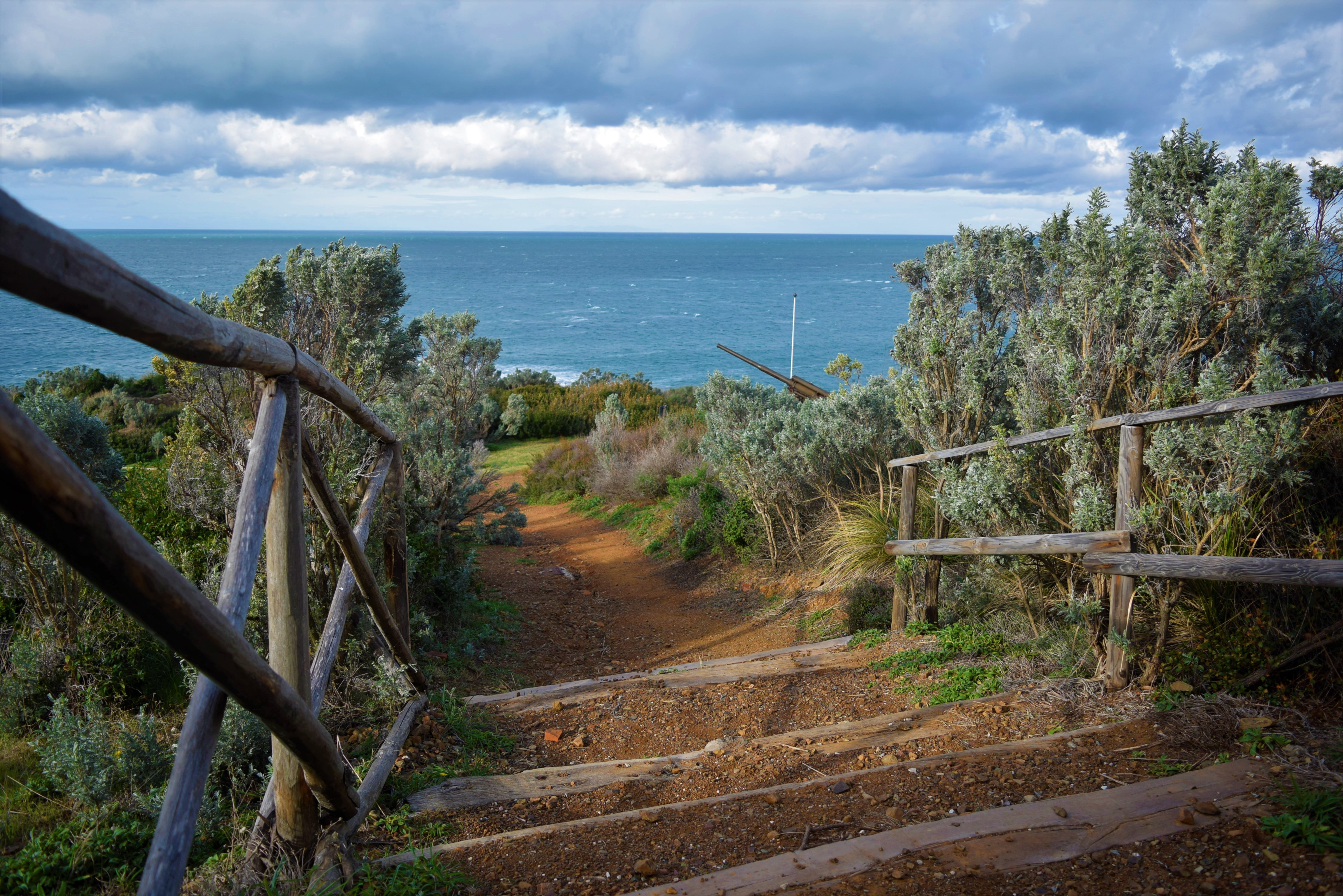
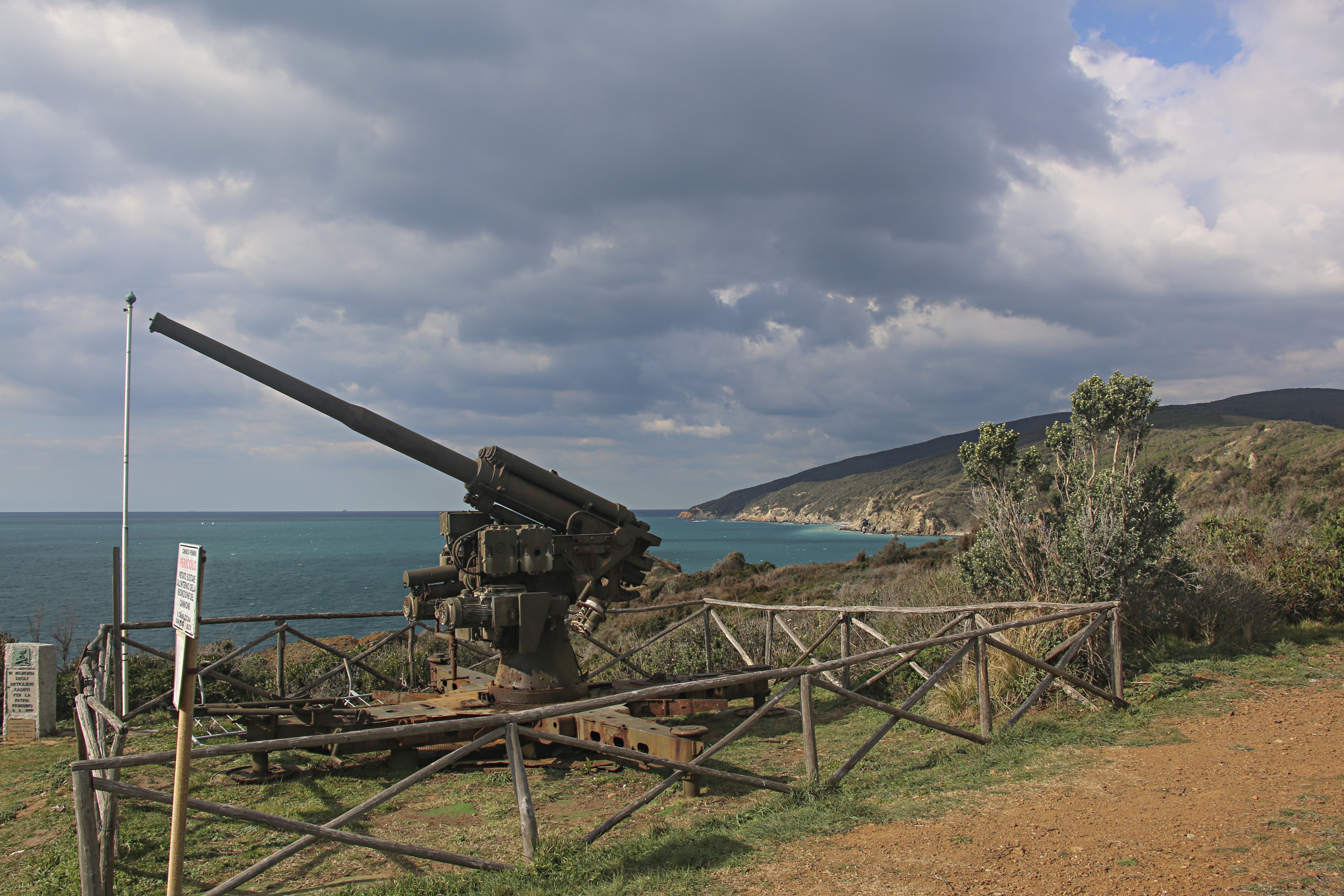
Canon de la Batterie Sommi Picenardi.
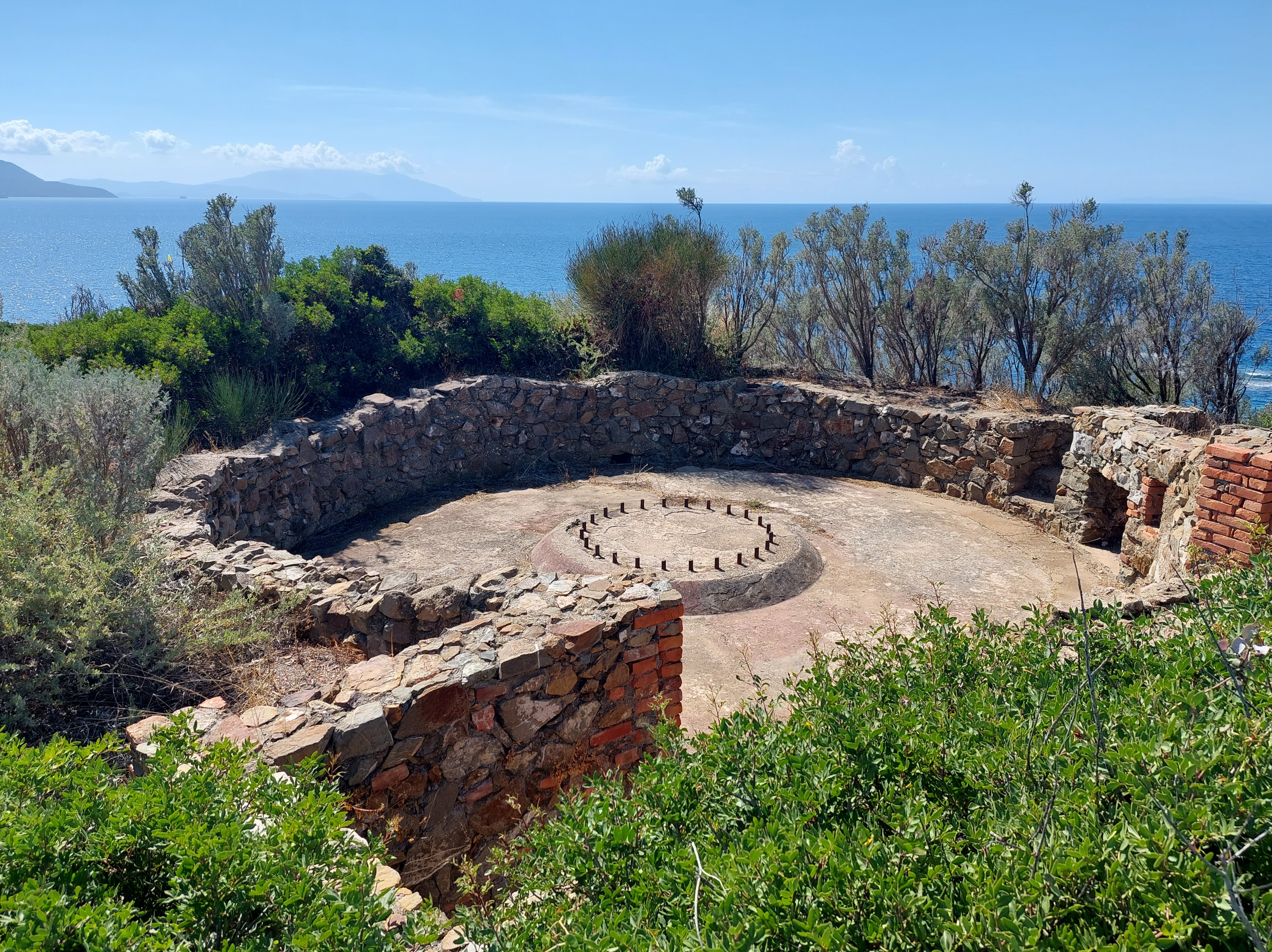
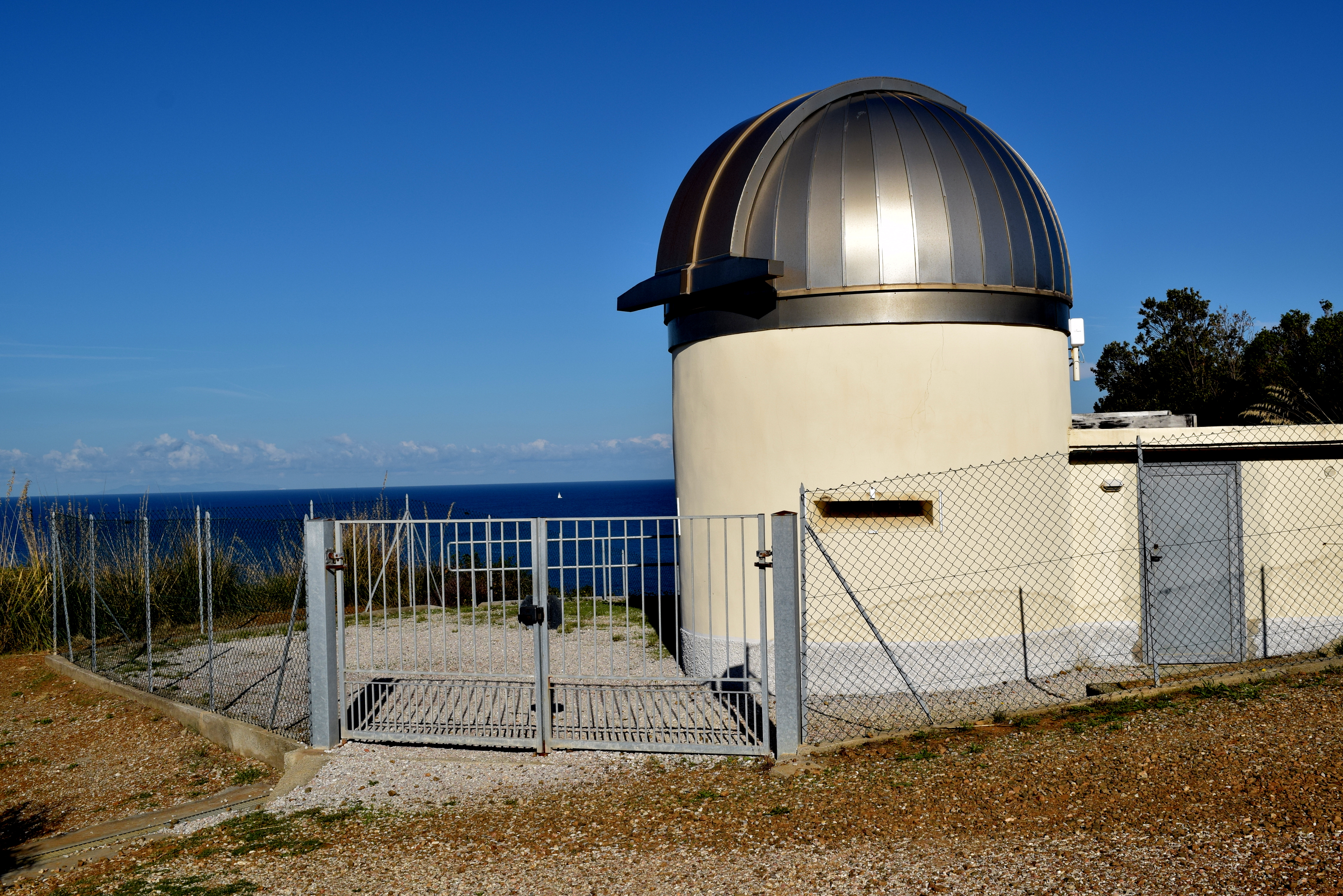
L'observatoire astronomique.
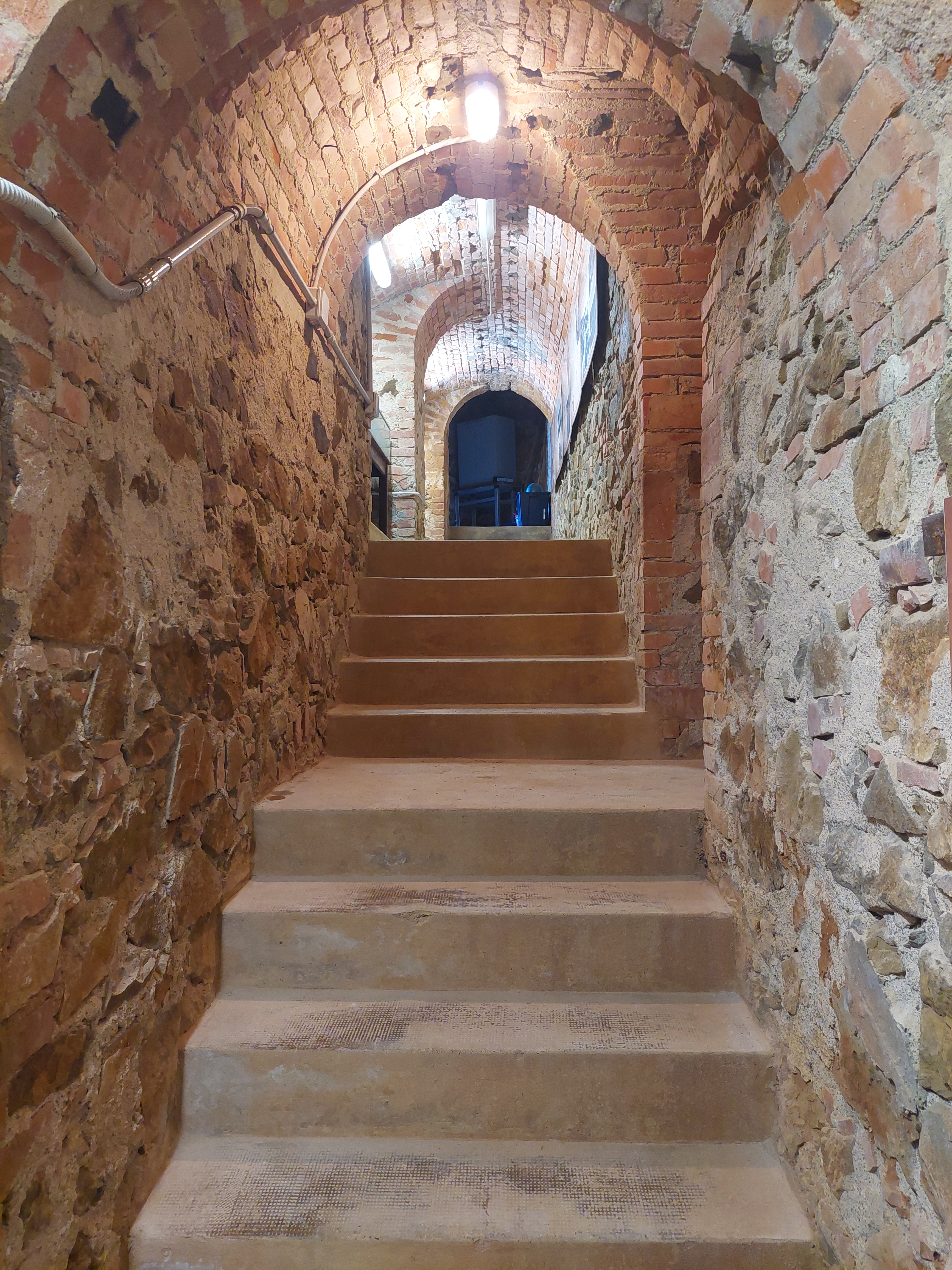
Intérieur de la batterie cotîère  Galeazzo Sommi Picenardi.
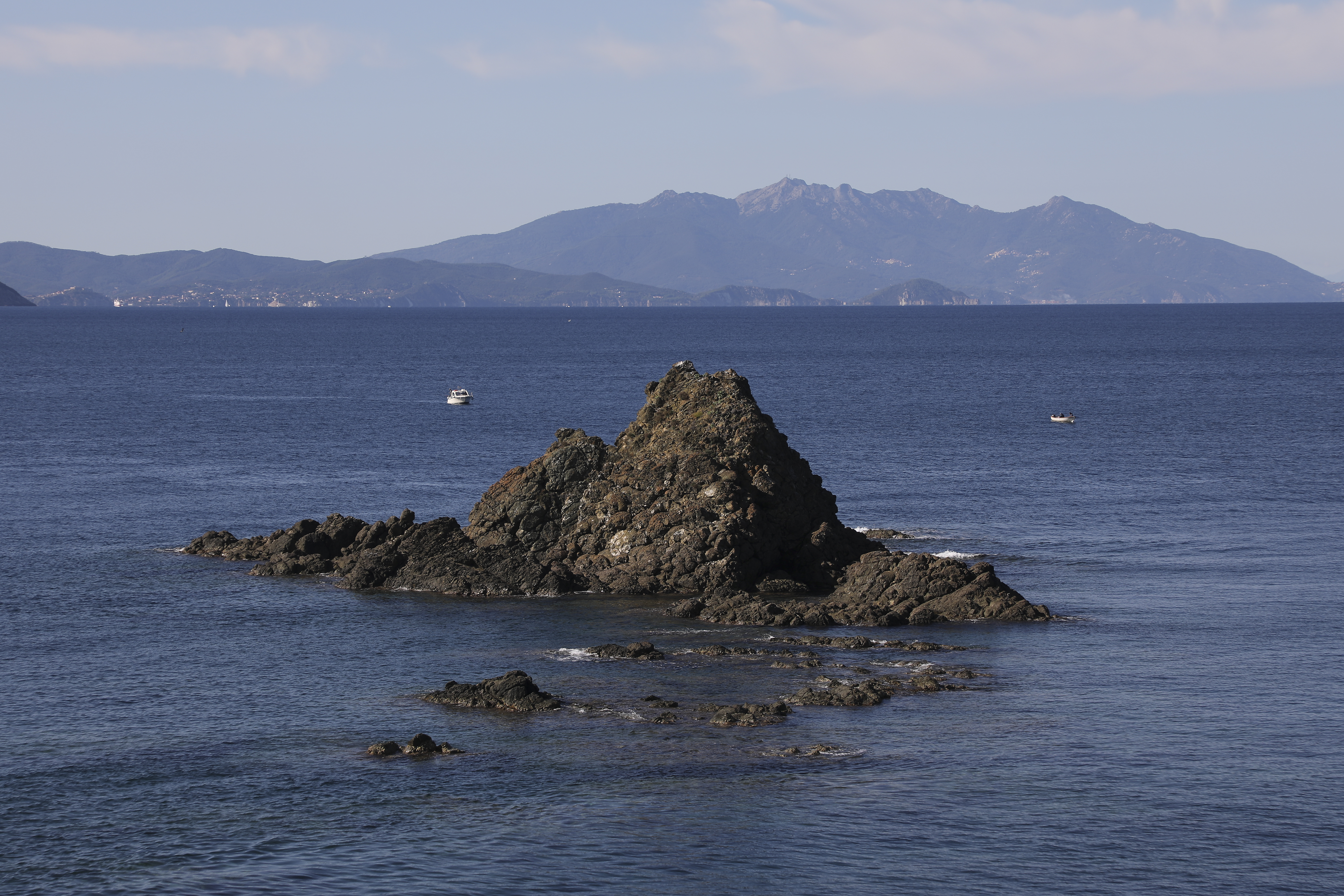
Vue sur l'île d'Elbe.